# Mario Bertini
Mario Bertini (Prato, Provincia de Prato, Italia, 7 de enero de 1944) es un exfutbolista italiano. Se desempeñaba en la posición de centrocampista.

## Selección nacional
Fue internacional con la selección de fútbol de Italia en 25 ocasiones y marcó 2 goles. Debutó el 29 de junio de 1966, en un encuentro amistoso ante la selección de México que finalizó con marcador de 5-0 a favor de los italianos.

### Participaciones en Copas del Mundo
| Mundial                        | Sede   | Resultado  |
| ------------------------------ | ------ | ---------- |
| Copa Mundial de Fútbol de 1970 | México | Subcampeón |

## Clubes
| Club                | País   | Año         |
| ------------------- | ------ | ----------- |
| A. C. Prato         | Italia | 1962 - 1963 |
| Empoli F. C.        | Italia | 1963 - 1964 |
| A. C. F. Fiorentina | Italia | 1964 - 1968 |
| Inter de Milán      | Italia | 1968 - 1977 |
| Rimini Calcio       | Italia | 1977 - 1978 |

## Palmarés

### Campeonatos nacionales
| Título      | Club                | País   | Año     |
| ----------- | ------------------- | ------ | ------- |
| Serie C     | A. C. Prato         | Italia | 1962-63 |
| Copa Italia | A. C. F. Fiorentina | Italia | 1965-66 |
| Serie A     | Inter de Milán      | Italia | 1970-71 |